# Frank Dobias
Frank Dobias, né en 1902 en Autriche, était un illustrateur de livres pour enfants. Parmi plusieurs réalisations, on trouve son illustration de la version japonaise du livre pour enfants anglais Sambo le petit noir qui en fit un best-seller au Japon, où plus d'un million de copies trouvèrent preneur de 1953 à 1988. Il a émigré aux États-Unis pendant les années 1920 où il commença sa carrière d'illustrateur pour Macmillan Publishers.
La version de 1927 chez Macmillan a été revisitée par Komichi Shobo Publishing en 2008 à Tokyo, au Japon.